# Dimako
Dimako – miasto w Kamerunie w Regionie Wschodnim. Liczy około 8,6 tys. mieszkańców.